# Massacre do Dia de São Valentim

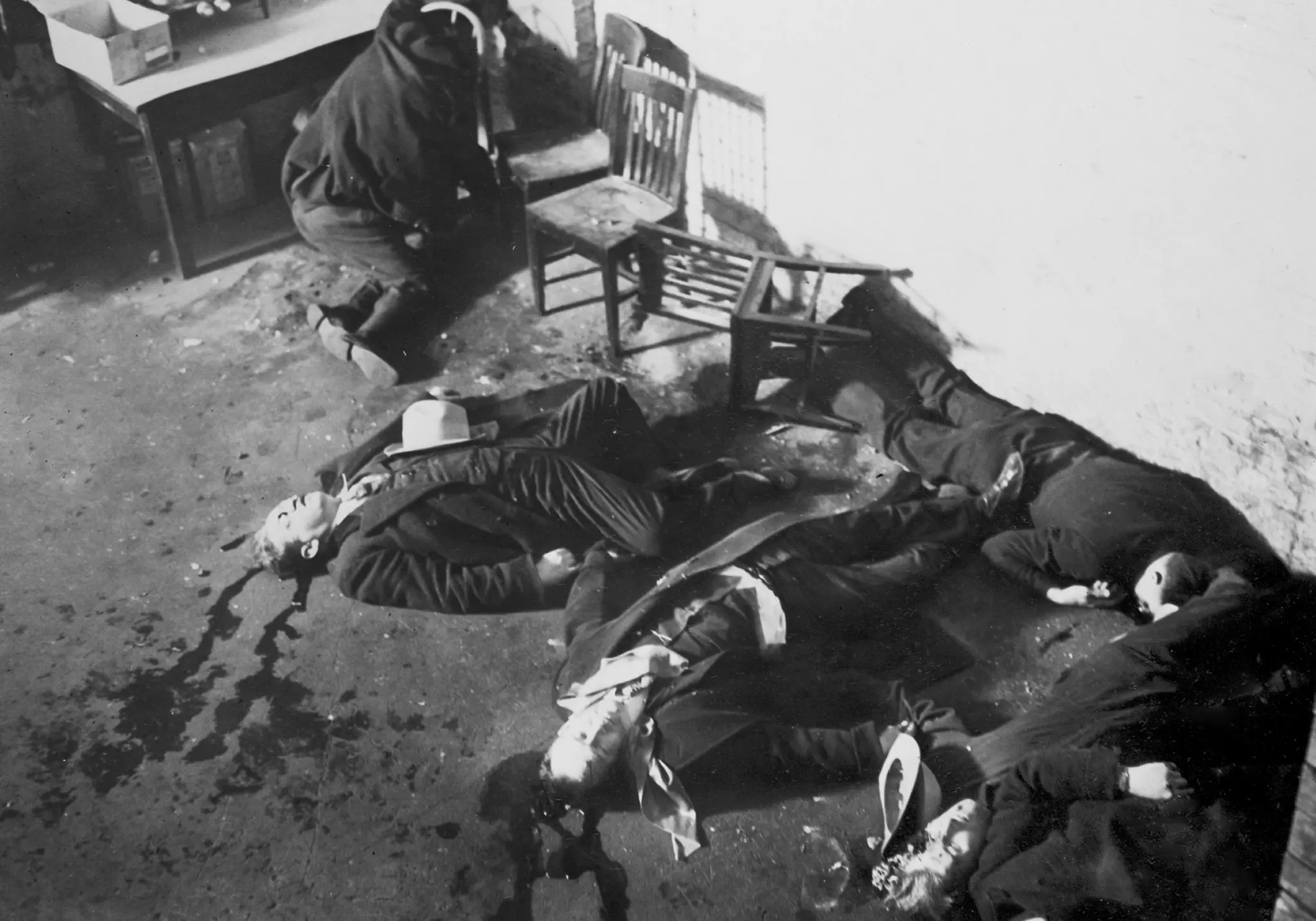
Os sete homens mortos (cinco membros da North Side Gang e dois outros afiliados) durante o Massacre do Dia de São Valentim.

O Massacre do Dia de São Valentim ou Massacre do Dia dos Namorados foi o assassinato de sete pessoas ocorrido em 14 de fevereiro de 1929 no Lincoln Park, em Chicago, durante a Era da Lei Seca nos Estados Unidos. Foi causado por um conflito entre duas poderosas quadrilhas da cidade. As quadrilhas eram a "Gangue do Lado Sul", liderada pelo ítalo-americano Al Capone, e a "Gangue do Lado Norte", cujo chefão era o polaco-irlandês Bugs Moran. Membros da Egan's Rats também foram suspeitos de terem participado do massacre, do lado de Capone.

## O Massacre

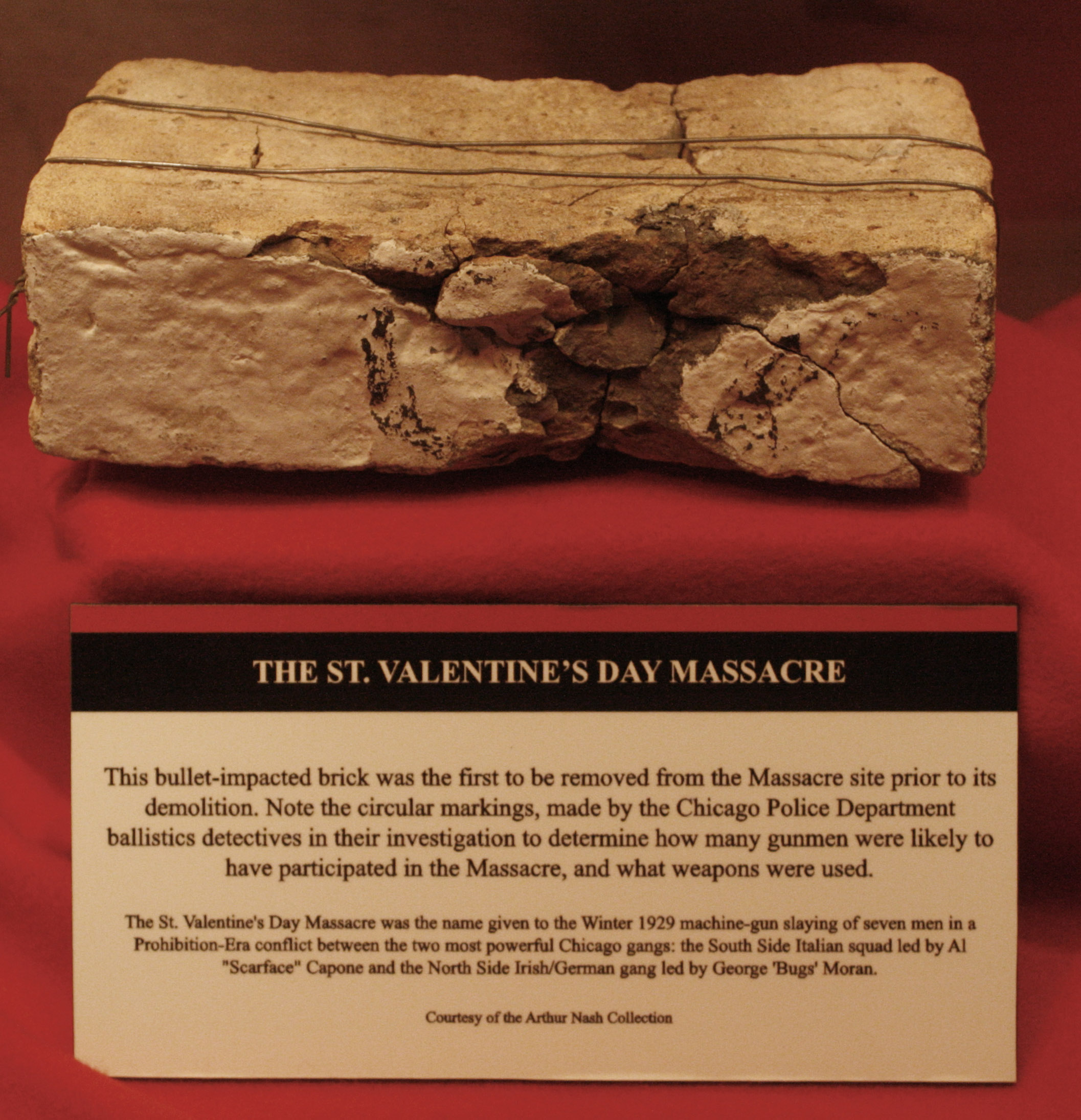
Tijolo com marca de bala removido do local do massacre e colocado em exposição no Museu Nacional do Crime e Punição, em Washington, D.C.

Na manhã de 14 de fevereiro de 1929, Dia dos Namorados (Dia de São Valentim), os corpos de seis membros da quadrilha de "Bugs" Moran e mais Reinhardt H. Schwimmer foram encontrados caídos ao lado de um muro da garagem da SMC Cartage Company (Rua North Clark, 2 122) no Lincoln Park, em Chicago, no Lado Norte da cidade. Eles tinham sido assassinados com vários tiros, provavelmente por criminosos comandados por Al Capone, tanto locais como provavelmente por pistoleiros de fora da cidade. Dois homens que estavam com uniforme de policiais de Chicago foram vistos na garagem na hora do crime, conforme testemunhas. Uma das vítimas encontradas agonizante, Frank Gusenberg, quando perguntado sobre quem o havia baleado, respondera: "I'm not gonna talk - nobody shot me" ("Eu não vou falar - ninguém me baleou"). Foram contados 14 ferimentos de bala em seu corpo. Capone tinha saído de férias para a Flórida.
A hipótese mais aceita é a de que o massacre foi o resultado do plano da quadrilha de Capone para eliminar Bugs Moran, que se tornara o chefão da Quadrilha do Lado Norte após substituir Dion O'Banion, assassinado cinco anos antes. Jack McGurn foi o principal suspeito de ter chefiado o crime. O massacre teria sido planejado por Capone por várias razões: como retaliação por uma tentativa mal-sucedida de Frank Gusenberg e seu irmão Peter de matarem Jack McGurn no começo do ano; a cumplicidade do Lado Norte no assassinato de Pasqualino "Patsy" Lolordo e Antonio "The Scourge" Lombardo; e a concorrência de Bugs Moran no contrabando de bebida nos subúrbios da cidade.
Foi aceito que os homens do Lado Norte foram à garagem com a promessa da divisão das cargas de uísque de Detroit fornecidas pela Purple Gang. Contudo, mais recentemente, foram aventadas outras hipóteses: observou-se que todas as sete vítimas (exceto o mecânico John May) estavam vestidas com suas melhores roupas, o que sugeriu que pretendiam viajar com os caminhões para buscarem as bebidas. O motivo verdadeiro para o crime nunca foi conhecido.
Quatro homens que estavam na entrada do prédio, dois vestidos como policiais, foram quem atiraram em Moran e seus comparsas. Antes da chegada de Moran, Capone usara dois pistoleiros não identificados em salas alugadas no armazém do outro lado da rua, para fazerem a vigilância.
Por volta das dez e meia da manhã, quatro homens chegaram ao armazém em dois carros: um Cadillac sedan e um Peerless, ambos com aparência de carros de detetives. Dois homens estavam vestidos de policiais e dois outros com roupas civis. A gangue de Moran foi ao armazém, mas Moran não teria entrado. Foi dito que Moram se aproximara do local, mas parara ao avistar os carros e saiu dali. Outros diriam que Moran chegara atrasado e, por isso, não foi morto.
Os pistoleiros teriam confundido alguns dos homens da garagem como sendo Moran e outros da quadrilha (principalmente Albert Weinshank, que tinha a mesma altura e lembrava Moran). Foi dado o sinal para que os pistoleiros entrassem no armazém. Os dois falsos policiais, carregando metralhadoras, saíram do Peerless e entraram no prédio por duas portas. Lá dentro eles encontraram os comparsas de Moran, um sexto homem chamado Reinhart Schwimmer, que não era reconhecido como um quadrilheiro, e John May, mecânico de carros que provavelmente prestava serviço aos bandidos. Os assassinos ordenaram que os homens ficassem em linha junto à parede. Aparentemente não houve resistência, pois devem ter acreditado tratar-se da polícia, fazendo uma exibição para saírem bem nos jornais do dia seguinte.
Então, os dois policiais abriram a porta que dava para a Rua Clark e os outros dois do Cadillac entraram. As rajadas começaram, vindas de submetralhadoras Thompson. Foram contadas setenta cápsulas das armas.
Alertados pelos latidos de um cão, os moradores chamaram a polícia. O cão de John May, Highball, além de Frank Gusenberg, eram os únicos sobreviventes. As fotos do crime foram tiradas por Jun Fujita e publicadas no Chicago Daily News.

## As vítimas
1. Peter Gusenberg, um dos principais capangas de Moran.
2. Frank Gusenberg, o irmão de Peter Gusenberg e também outro assassino. Morreu três horas depois da chegada da polícia.
3. Albert Kachellek, conhecido como "James Clark", o braço direito de Moran.
4. Adam Heyer, o contador e chefe administrativo de Moran.
5. Reinhart Schwimmer, acompanhante dos quadrilheiros mas não era na verdade um deles.
6. Albert Weinshank, quem limpava o terreno para as operações de Moran. Provavelmente confundido com Moran.
7. John May, um mecânico legalizado que tinha mulher e sete filhos, o que provavelmente o levara a aceitar serviço dos bandidos.

## As investigações
Primeiramente a Polícia de Chicago fora apontada como autora do massacre, mas os 255 detetives não puderam ser incriminados. Então os investigadores foram atrás da Purple Gang, pois era sabido que eles forneciam as bebidas para Moran. Apenas os irmãos Keywell foram mantidos como suspeitos de participação no crime. Uma semana depois do massacre, o Cadillac foi encontrado desmanchado e parcialmente queimado em uma garagem. Esta ficava próxima do Circus Café, de propriedade de Claude Maddox, um bandido de St. Louis, Missouri e aliado de Capone.
Os detevives descobriram conexões com os Egan's Rats daquela cidade e chegaram a anunciar que Fred "Killer" Burke e James Ray eram os dois bandidos disfarçados de policiais. Esses dois eram conhecidos por usar desse artifício para enganarem as vítimas. A polícia indicou Joseph Lolordo como um dos atiradores. O irmão dele, Pasqualino, tinha sido morto recentemente pela quadrilha do Lado Norte. Outros suspeitos apontados pela polícia foram John Scalise e Albert Anselmi, além do próprio Jack McGurn e Frank Rio, o guarda-costas de Capone. John Scalise foi assassinado antes do julgamento e Jack McGurn manteve o álibi graças ao testemunho de sua namorada Louise Rolfe (que ficou conhecida no folclore dos gângsteres como "Blonde Alibi, "Álibi Loiro").
O caso ficou parado até 14 de dezembro de 1929, quando os policiais do Condado de Berrien invadiram o bangalô de "Frederick Dane" em St. Joseph (Michigan). Dane aparecia como o proprietário do carro dirigido por Fred "Killer" Burke. Burke estava bêbado e colidira com outros veículos na frente de uma delegacia. O policial Charles Skelly tentou pará-lo e foi atingido por um disparo, morrendo pouco tempo depois.
Quando a polícia foi à casa de Burke, eles encontraram títulos que tinham sido roubados de um banco em Wisconsin, duas submetralhadoras, pistolas e munição. Foi determinado que as metralhadoras eram as do massacre. Burke foi preso um ano depois, numa fazenda no Missouri. Ele foi julgado pela morte de Skelly e sentenciado à prisão perpétua. Fred Burke morreu na cadeia em 1940.

## Consequências
O massacre marcou o declínio do poder criminoso de Moran. Ele conseguiu manter o controle do seu território até o início dos anos 1930, até ser sucedido por Frank Nitti. O governo federal também passou a acompanhar as atividades de Capone. Em 1931, Capone foi condenado por evasão de impostos e foi sentenciado em 11 anos de reclusão. Jack McGurn foi assassinado em 15 de fevereiro de 1936. Teorias apontam, como suspeitos, Bugs Moran ou Frank Nitti, com quem McGurn mantivera negócios.

## Revelações de Bolton
Em 8 de janeiro de 1935, os agentes do FBI invadiram um apartamento em Chicago, na rua North Pine Grove, 3920, usado por membros da Quadrilha Barker-Karpis. Depois de um curto tiroteio, o ladrão de bancos Russell Gibson foi morto. Foram presos Doc Barker, Byron Bolton e duas mulheres. No interrogatório as mulheres não sabiam de nada sobre Ma Barker, mas Bolton se mostrou um grande conhecedor de crimes. Ele fora atirador da Marinha e membro da Egan's Rats. Trabalhara por anos com Fred Goetz de Chicago, bandido conhecido como "Shotgun George" Ziegler. Byron participara de muitos crimes dos Barker e foi quem contou sobre o esconderijo na Flórida de Ma e Freddie Barker (assassinados pelo FBI uma semana mais tarde). Bolton continuou a contar o que sabia e surpreendeu os agentes ao dizer que tomara parte do Massacre de São Valentim, juntamente com seus parceiros Goetz, Fred Burke e outros.
O FBI (que não tinha jurisdição sobre aquele caso) tentou manter segredo das revelações de Bolton até que o jornal Chicago American publicou uma segunda versão da "confissão" do bandido. O jornal anunciara a solução do crime por J. Edgar Hoover e o FBI. Bolton tinha declarado que o assassinato de Bugs Moran tinha sido planejado em "outubro ou novembro" de 1928 num resorte em Couderay, no Wisconsin, de propriedade de Fred Goetz. No encontro, estavam Goetz, Al Capone, Frank Nitti, Fred Burke, Gus Winkeler, Louis Campagna, Daniel Serritella e William Pacelli. Os homens ficaram duas ou três semanas no resorte, caçando e pescando enquanto planejavam o crime. Bolton falou que os assassinos seriam, na verdade, Burke, Winkeler, Goetz, Bob Carey, Raymond Nugent e Claude Maddox (quatro atiradores e dois motoristas). Bolton disse que ninguém usava uniforme da polícia. Bolton disse que se enganara ao pensar que Moran estava com os homens, o que deixou Capone furioso, ameaçando-o de morte. Teria sido dissuadido por Fred Goetz.
Suas declarações foram corroboradas pela viúva de Gus Winkeler, Georgette, em suas memórias que foram publicadas em quatro partes numa revista de história de detetives no inverno de 1935-36. A Senhora Winkeler revelou que seu marido e os comparsas formavam uma equipe especial usada por Capone para trabalhos de "alto risco". William Drury, um detetive de Chicago que tinha ficado no caso, também acreditou em Bolton. O ladrão de bancos Alvin Karpis disse ter ouvido que Ray Nugent falara sobre o massacre e que os "American Boys" (o apelido da equipe especial de Capone segundo Georgette) recebiam 2 000 dólares estadunidenses por semana mais gratificações. Karpis também disse que Capone contara que Goetz fora quem planejara o massacre.
Apesar do depoimento de Byron Bolton, nenhuma medida foi tomada pelo FBI. Todos os homens que foram implicados, exceto Burke e Maddox, já estavam mortos em 1935. Os historiadores ainda estão divididos sobre a execução do crime pelos "American Boys".

## Outros suspeitos
Durante anos, muitos mafiosos de Chicago e de fora, foram nominados como participantes do massacre. Dois principais suspeitos foram os capangas de Capone, John Scalise e Albert Anselmi; ambos eram assassinos violentos e frequentemente eram apontados como sendo os atiradores. Nos dias que se seguiram ao crime, Scalise foi ouvido dizendo ser ele "O homem mais poderoso de Chicago”. Ele tinha assumido recentemente o cargo de vice-presidente da Unione Siciliana, cujo presidente era Joseph Guinta. Scalise, Anselmi e Guinta foram encontrados mortos numa rodovia de Hammond, Indiana, em 8 de maio de 1929. Pelo folclore foi contado que Al Capone descobrira que o trio planejava traí-lo. No clímax de uma jantar em sua homenagem, Capone bateu com um bastão de beisebol e decidiu matar o trio.
Uma adição recente à lista de suspeitos foi o nome de Tony Accardo, um motorista de vinte e dois anos de Jack McGurn. Muitos anos depois, Accardo teria contado que tomara parte do massacre (conversa ouvida numa escuta do agente do FBI William Roemer). Historiadores não acreditam que ele fora um dos atiradores. Outro suspeito foi o futuro chefe da máfia Sam Giancana, então com vinte anos e membro da 42 Gang. Giancana foi preso nos dias que seguiram ao massacre, mas não foi confirmada sua efetiva participação.
O informante da máfia de Nova Iorque Dominick Montiglio disse no livro Murder Machine que seu tio Anthony 'Nino' Gaggi, obrigado por seu tio Frank Scalise, tinha sido um dos assassinos do massacre. Isso mostra que o massacre continua a interessar as pessoas nos dias atuais. Inclusive há especulações de que Capone na verdade era inocente.

## As armas do massacre
As duas submetralhadoras Thompson (números de série 2347 e 7580), encontradas na casa de Fred Dane (isto é, Fred Burke) em Michigan, foram examinadas pelo perito em balística Calvin Goddard que determinou que as mesmas foram usadas no massacre. Uma das armas também fora usada no assassinato do chefe da máfia Frankie Yale em Nova Iorque, que confirmou a teoria de que Burke e por extensão Al Capone, foram responsáveis pelo assassinato de Yale.
A metralhadora 2347 tinha sido registrada em 12 de novembro de 1924 por Les Farmer, um ajudante de xerife de Marion, Illinois. Marion e a área ao redor eram disputadas pelas facções da Quadrilha dos Irmãos Shelton e Charlie Birger. Farmer tinha documentado que a arma ficara com os Egan’s Rats de St. Louis. No começo de 1927 a arma já estava de posse de Fred Burke e possivelmente foi usada em Detroit, no Massacre de Milaflores em 28 de março de 1927.
A metralhadora 7580 foi vendida pelo proprietário Peter von Frantzius para Victor Thompson (também conhecido como Frank V. Thompson). Atualmente, ambas as armas estão de posse da Polícia do Condado de Allegan.